# Teoria de Sturm-Liouville
Na teoria das equações diferenciais ordinárias, chama-se de equaçao de Sturm-Liouville, nome dado em homenagem aos matemáticos Jacques Charles François Sturm (1803-1855) e Joseph Liouville (1809-1882), uma equação diferencial real de segunda ordem da forma:
{\displaystyle -{\frac {d}{dx}}\left[p(x){\frac {dy}{dx}}\right]+q(x)y=\lambda w(x)y,\qquad (1).}
As funções {\displaystyle p(x)}, {\displaystyle q(x)}, e {\displaystyle w(x)} são parâmetros e, no caso dito regular, são  contínuas no intervalo fechado limitado {\displaystyle [a,b]}. O problema é normalmente complementado com condições de contorno especificadas. A função {\displaystyle w(x)} é costumeiramente chamada de função "peso" ou função "densidade".
O valor de {\displaystyle \lambda } pode não ser especificado na equação. Encontrar os valores de {\displaystyle \lambda } para os quais existe uma solução não trivial de (1) satisfazendo as condições de contorno constitui o problema de Sturm-Liouville. Tais {\displaystyle \lambda } são chamados de valores próprios ou autovalores.
Utilizando coordenadas polares na equação do fluxo de velocidade de Madelung, obtemos uma equação de Sturm-Liouville. Aplicando condições adequadas, alguns problemas clássicos da Mecânica Quântica podem ser resolvidos.